# Мазате
Мазате (итал. Masate) — коммуна в Италии, в провинции Милан области Ломбардия.
Население составляет 2458 человек, плотность населения составляет 615 чел./км². Занимает площадь 4 км². Почтовый индекс — 20060. Телефонный код — 02.
Покровителем коммуны почитается святой апостол и евангелист Иоанн Богослов. Праздник ежегодно празднуется 7 мая .